# 仲宗根嶂山
仲宗根 嶂山（なかそね しょうざん、1843年（尚育9年） - 没年不明）は、琉球王国・沖縄県の画家。首里生まれ。本名は真補（しんぽ）。唐名は査 丕烈（さ ひれつ）。1865年に琉球王府の絵師となり、1879年の琉球処分以後も活躍する。琉球の伝統的画法に西洋画の要素を加味した絵を描いた。代表作の『首里旧城の図』(1886年（明治19年））は、大胆な構図や鳥瞰図式を取り入れるなどの特徴がある。他に『花鳥図』などの作品がある。